# シュテファン＝ペーター・グライナー
シュテファン＝ペーター・グライナー（Stefan-Peter Greiner、1966年 - ）はドイツ・シュトゥットガルト出身のヴァイオリン製作者。
14歳のとき初めてヴァイオリン(his first violin)を作る。ボンで見習い修行を終え、今日そこに工房を構えている。
グレイナーは人の歌声に近い楽器、つまり2,000 -4,000 Hzの周波数に焦点を当てた楽器を作ることを目指している。
1,300ものヴァイオリンを音響学的に調査した物理学者ハインリヒ・デュンヴァルト(Heinrich Dünnwald)との長年の共同作業で、グレイナーは次第にグアルネリやストラディヴァリウスのヴァイオリンに聴かれるいにしえの響き(the antique sound)に近いヴァイオリンを作ることに成功した。
2003年シュテファン＝ペーター・グライナーはラインガウ音楽賞(Rheingau Musikpreis)を受賞した。（同賞の受賞者にギドン・クレーメル、タベア・ツィンマーマンなど。）
クリスティアン・テツラフ、キム・カシュカシャン、レオニダス・カヴァコス、アンチェ・ヴァイトハース(Antje Weithaas)、フランス・ヘルマーソン(Frans Helmersson)、ブルーノ・モンサンジョン(Bruno Monsaingeon)、イザベル・ファン・クーレン、ケラー四重奏団などの演奏家、およびハーゲン弦楽四重奏団、アルバン・ベルク弦楽四重奏団の楽団員がグライナーの楽器を使用している。
シュテファン＝ペーター・グライナーの楽器を用いて録音されたCDはこれまでに80枚以上にのぼる。

## 関連文献
- Stefan-Peter Greiner und Florian Leonhard: Jean-Baptiste Vuillaume, Bocholt 1998; ISBN 3-00-002088-8
- Brigitte Brandmair und Stefan-Peter Greiner: Stradivari Varnish - Scientific Analysis of his Finishing Technique on Selected Instruments, 2009